# 里賈納 (新墨西哥州)
里賈納（英語：Regina）是位於美國新墨西哥州桑多瓦爾縣的普查規定居民點。

## 人口
根據2020年美國人口普查的數據，里賈納的面積為18.94平方千米，當中陸地面積為18.83平方千米，而水域面積為0.11平方千米。當地共有人口73人，而人口密度為每平方千米3.85人。